# Tsuchiya Mitsuharu
Tsuchiya Mitsuharu est un nom japonais traditionnel ; le nom de famille (ou le nom d'école), Tsuchiya, précède donc le prénom (ou le nom d'artiste).
Le baron Tsuchiya Mitsuharu (土屋光春) (23 septembre 1848 - 17 novembre 1920) est un général de l'armée impériale japonaise.

## Biographie
Tsuchiya est le quatrième fils d'une famille samouraï nommée Watari du domaine d'Okazaki (actuelle préfecture d'Aichi) et est adopté par la famille Tsuchiya durant son enfance. Il est envoyé par le domaine dans l'établissement prédécesseur de l'académie de l'armée impériale japonaise situé à Osaka et est nommé sous-lieutenant dans la nouvelle armée impériale en 1870. Il participe à la répression de la rébellion de Saga et de la rébellion de Satsuma.
Durant la première guerre sino-japonaise, Tsuchiya sert à l'État-major du quartier-général impérial. Après la guerre, il commande la 27e brigade d'infanterie, la 1re brigade combinée de Taïwan, et la 1re brigade du régiment de la garde impériale du Japon. En 1902, il est promu lieutenant-général.
Au début de la guerre russo-japonaise, Tsuchiya devient commandant de la 11e division sous le commandement de la 3e armée du général Nogi Maresuke pendant le siège de Port-Arthur. Ses forces subissent de lourdes pertes et Tsuchiya lui-même est blessé par un tir à la tête alors qu'il mène ses troupes au combat. Après une période de repos au Japon, il retourne en Mandchourie comme commandant de la nouvelle 14e division. En septembre 1907, Tsuchiya reçoit le titre de baron (danshaku) selon le système de noblesse kazoku. En décembre 1908, il devient commandant de la 4e division. Le 28 août 1910, il est promu général et entre dans la réserve la même jour. Il se retire le 1er avril 1915 et meurt de maladie en novembre 1920.
Son fils, Tsuchiya Mitsukane, est vice-amiral dans la marine impériale japonaise durant la première guerre sino-japonaise et la guerre russo-japonaise et siège plus tard comme membre de la chambre des pairs du Japon.